# Puerto Bermejo

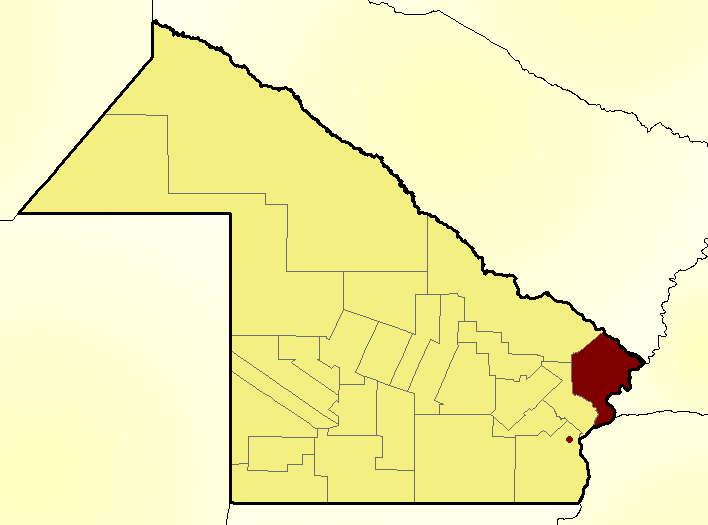
Departamento Bermejo, em Chaco, Argentina.

Puerto Bermejo é uma cidade da Argentina, localizada na província de Chaco.